# Henri Schmid
Henri Schmid (* 10. Januar 1924 in Winterthur; † 25. Juli 2009 ebenda) war ein Schweizer Maler, Zeichner, Grafiker und Fotograf.

## Leben und Werk
Henri Schmid absolvierte eine Lehre zum Lithografen-Grafiker. Anschliessend besuchte er die Kunstgewerbeschule Zürich, wo er seine spätere Ehefrau und angehende Goldschmiedin, Malerin und Bildhauerin Erica Früh (1925–2016) kennen lernte.
Schmid belegte Kurse bei Ernst Georg Rüegg und Max Gubler sowie an der Académie de la Grande Chaumière in Paris. 1946 reiste er mit dem Malerkollegen Walter Kerker in die Provence. Wieder in der Schweiz bezog er ein Atelier an der Asylstrasse in Zürich. 1948, 1949 und 1955 erhielt er ein eidgenössisches Kunststipendium sowie 1956 und 1957 ein Kiefer-Hablitzel Stipendium. Die Stipendien ermöglichten ihm Studienreisen u. a. nach Südfrankreich, Paris, Nordafrika, Italien, Spanien, Türkei und Griechenland.
Ab 1961 lebte Henri Schmid mit seiner Familie in Winterthur. Er war u. a. Mitglied der Sektion Zürich der GSMBA, Vorstandsmitglied des Kunstvereins Winterthur sowie Präsident der Künstlergruppe Winterthur. 1968/1969 folgte ein Studienaufenthalt in den Ateliers der Stadt und des Kantons Zürich in der Cité Internationale des Arts in Paris.
Henri Schmid erhielt 1973 den Kulturpreis der Stadt Winterthur und 1976 den Carl-Heinrich-Ernst-Kunstpreis. Von 1979 bis 1992 war er Mitglied der kantonalen Kulturförderungskommission. Nach 1980 unternahm Schmid Reisen nach London und New York. Seine Werke stellte er in Einzel- und Gruppenausstellungen aus.